# Papua Nya Guineas herrlandslag i fotboll
Papua Nya Guineas herrlandslag i fotboll representerar Papua Nya Guinea i fotboll, och spelade sin första landskamp borta mot Fiji den 29 augusti 1963, och föll med 1–3 till under Stillahavsspelen. 

## VM-kval
Papua Nya Guinea har aldrig varit med i VM trots att man försökt sedan 1998. I kvalet till VM 1998 kom Papua Nya Guinea i samma grupp som Salomonöarna och Vanuatu i den första omgången. Första matchen spelades mot Salomonöarna och slutade 1–1. Den andra matchen spelades mot Vanuatu och där stod Papua Nya Guinea för en stor skräll då man vann med 2–1. Papua Nya Guinea låg under med 1–0 under större delen av matchen men i den 88:e minuten gjorde Batman Furugi 1–1 och en minut senare avgjorde Roy Karang genom att göra 2–1. Papua Nya Guinea gick vidare till andra omgången där de ställdes mot Nya Zeeland och Fiji i ett gruppspel. I första matchen hemma mot Nya Zeeland stod Papua Nya Guinea återigen för en skräll genom att vinna med 1–0. I nästa match borta mot Nya Zeeland förlorade Papua Nya Guinea med 7–0. De förlorade sedan både sin hemmamatch och bortamatch mot Fiji och slutade sist i den gruppen.
2002 deltog Papua Nya Guinea inte i kvalet. 2006 års kval kom Papua Nya Guinea trea i sin grupp i första omgången men gick inte vidare till nästa omgång.